# Shake The Disease
A Shake The Disease (Rázd le a kórt) a  Depeche Mode együttes tizenharmadik kislemeze, a Mute Records kiadásában jelent meg 1985. április 29-én.
A szám nem található meg tényleges stúdió albumon, bár eredetileg arra szánták, de megjelent a The Singles 81-85 (kazetta, bakelit lemez illetve később CD változatban is kapható) kiadványán, Amerikában a Catching Up With Depeche Mode válogatás lemezen, mely az addig megjelent kislemezeikből ad ízelítőt.
A dal még a Some Great Reward nagylemez turnéja közben született. Szerzője Martin Lee Gore. A dalban Dave Gahan és Martin Gore is énekel. Sokak szerint a dal címe utalás David Gahan, Depeche Mode énekes akkori lelki állapotára,[forrás?] de a szám szövege inkább egy szerelmes óda, sok bölcsességgel.
A zene videója Peter Care munkája, az angliai Hounslowban készült. A külső felvételek egy ipartelepen, a belsők stúdióban, szintén 1985 áprilisában készültek. Care a klipben újszerű trükköket alkalmazott, a zenekar tagjaira velük szemben kamerákat erősített, és ezáltal még hangsúlyozottabb a szoba háttere és a tagok mozgása. A külső helyszínen láthatóak az együttes akkori tagjai: Alan Wilder, Andy Fletcher, Dave Gahan és Martin Gore a hátukra erősített szerkezet segítségével a függőlegeshez és a talaj szintjéhez képest is 45 fokos elfordulást mutatnak. A líraibb részen Martin Gore énekel, őt a kamera akkor egyedül mutatja az alig megvilágított szobában, egy úgynevezett zoomolásos technikával. Rövid vágások is vannak, akkor a dal ritmusára a tagok vascsövekkel egy hullám lemezt ütnek, egy gyors effekten Alan kalapáccsal sújt le.
Meglepetésre Angliában csak a UK Single Chart 18. helyezéséig jut a kislemez. Ellenben 1985-ben a legtöbbet lejátszott dal Amerikában az alternatív rádiók között. Hozzátartozik, hogy míg Európában sokan kritikusan néztek a zenekarra, mondván ez csak egy tinimagazin kedvenc pop csapata, addig az államokban mint hiteles alternatív együttest tartották számon, amelynek rengeteg rajongója lett.
1985-ben jelent meg a Shake The Disease single, az It's Called A Heart, kiadták a már említett The Singles válogatás lemezt, megjelent a Some Great Videos videókazetta, és a The World We Live In And Live In Hamburg című videó szalag, mely a turné 1984. decemberben rögzített hamburgi koncertjét mutatja be.